# Palystella
Genre
Palystella est un genre d'araignées aranéomorphes de la famille des Sparassidae.

## Distribution
Les espèces de ce genre sont endémiques de Namibie.

## Liste des espèces
Selon World Spider Catalog (version 17.5, 21/01/2017) :
- Palystella browni Lawrence, 1962
- Palystella namaquensis Lawrence, 1938
- Palystella pallida Lawrence, 1938
- Palystella sexmaculata Lawrence, 1928

## Publication originale
- Lawrence, 1928 : Contributions to a knowledge of the fauna of South-West Africa VII. Arachnida (Part 2). Annals of South African Museum, vol. 25, p. 217-312.